# Mimetus hispaniolae
Mimetus hispaniolae är en spindelart som beskrevs av Bryant 1948. Mimetus hispaniolae ingår i släktet Mimetus och familjen kaparspindlar. Inga underarter finns listade i Catalogue of Life.